# Шанари (Маріїнсько-Посадський район)
Шана́ри (рос. Шанары, чув. Шанарпуç) — присілок у складі Маріїнсько-Посадського району Чувашії, Росія. Входить до складу Кугеєвського сільського поселення.
Населення — 172 особи (2010; 258 у 2002).
Національний склад:
- чуваші — 99 %